# Apis cerana
La abeja melífera asiática o abeja melífera oriental (Apis cerana) es una especie de himenóptero apócrito de la familia Apidae. Es una abeja melífera propia del sudeste asiático: China, India, Japón, Malasia, Nepal, Bangladés, Papúa Nueva Guinea, e Indonesia la otra mitad de la Isla Nueva Guinea
Esta especie tiene un tamaño menor o similar al de la abeja europea, Está siendo desplazada gradualmente por Apis mellifera porque  las colonias son menos productivas medidas en kilogramos de miel, lo cual la hace menos atractiva para los apicultores.
Apis cerana tiene como ectoparásito natural al ácaro Varroa jacobsoni, el cual al pasar a la abeja europea (Apis mellifera), está causando serios daños económicos en la apicultura a nivel mundial. En Apis cerana este ácaro no produce daño en virtud del ciclo biológico de la abeja asiática y por el comportamiento de quitarse las varroas en vuelo.

## Historia
Durante tiempos inmemoriales la abeja melífera oriental Apis cerana ha proporcionado miel y cera de abejas a la humanidad, también ha proporcionado un inestimable servicio de polinización a las cosechas agrícolas. 

## Área de distribución geográfica
El área que ocupa esta abeja es mayor que el área de distribución de Apis florea y Apis dorsata juntas. Se encuentra a lo largo de las zonas tropicales de Sri Lanka en el oeste, Indonesia y los Filipinas en el este. En el norte se encuentra en Rusia y al sur China, a través de la península coreana, hasta Japón. Esta distribución tan amplia ha llevado a las variaciones importantes entre las subespecies geográficas de la abeja: hay diferencias grandes particularmente entre las razas o subespecies tropicales y las templadas, en el tamaño del cuerpo de la abejas obreras, el tamaño del nido de cría, la población de la colonia y diferencias en la conducta de reproducción y enjambrazón.(es la salida definitiva de la reina, de una parte de los zánganos y aproximadamente de la mitad de las obreras que hay en una colmena. Esto se debe al instinto de las abejas y es una forma de la multiplicación natural de colmenas). 
Las razas de clima templado y subtropicales parecen acopiar mayor cantidad de comida que las razas tropicales que a su vez son más móviles que las anteriores, tendiendo a enjambrar, y emigrar.
La distribución geográfica de Apis cerana es alopátrica (no se superpone) a la de Apis mellifera y los híbridos entre ambas especies por inseminación artificial no son viables.

## Biología
En estado natural, las abejas melíferas orientales construyen panales múltiples, nidificando en cavidades cerradas y oscuras, como cuevas, cavidades en rocas y troncos de árboles de hondonadas. 
En general, el sitio de nidificación normalmente está cerca de la tierra, no más de cuatro o cinco metros del suelo. El hábito de las abejas de anidar en la oscuridad le permite al hombre que los guarde en los vasos o colmenas especialmente construidos, y por miles de años Apis cerana se ha cultivado en varios tipos de colmenas.
A pesar de la relativamente reciente introducción de colmenas de marco móvil, las colonias de Apis cerana se pueden observar en colmenas tradicionales comúnmente en la mayoría de los pueblos de los países asiáticos. 
Por este comportamiento descrito los enjambres naturales de la abeja melífera oriental en Asia tropical, son más cazados por el hombre que aquellos de las abejas melífera chica Apis florea y los de la abeja melífera grande Apis dorsata. 
Los panales múltiples de Apis cerana se construye paralelos como en Apis mellifera, y se respeta una distancia uniforme conocido como espacio de la abeja entre ellos.
El tamaño del cuerpo de las obreras de esta especie es más pequeño que el de las obreras de Apis dorsata, y sus panales de cría tienen celdas de dos tamaños: más pequeño para la cría de las abejas obreras y más grande para la cría de los zánganos. Las celdas para la abeja reina se construyen en la parte más baja del panal, en el borde del mismo. Todo esto similar a Apis mellifera.
Como las otras especies del género Apis, se guarda la miel en la parte superior de los panales de cera, como también en el exterior coronando la cría, adyacente a las paredes de la colmena. 
Después de la invención de la colmena de marco o cuadro móvil, hace un siglo para la abeja melífera europea, la apicultura tradicional con Apis cerana se ha reemplazado parcialmente por este método moderno en varios países asiáticos, y al mismo tiempo los grandes esfuerzos han sido hechos para mejorar las técnicas de nucleado o reproducción de las colmenas. 
La distancia de diez celdas de panal construido por la abeja melífera oriental (Apis cerana) en las Filipinas tiene un promedio de 4,1 cm, y en el sur de la India, la distancia es 4,3 a 4,4 cm. Las razas africanas de la abeja occidental (Apis mellifera) construyen panales con medidas de 4,7 a 4,9 cm por cada diez celdas, mientras la distancia de los panales construidos por las razas europeas comunes es 5,2 a 5,6 cm cada diez celdas.
Esta abeja melífera oriental ha sido reemplazada gradualmente por Apis mellifera en virtud del mayor potencial productivo de la abeja melífera oriental, que la supera ampliamente en producción de miel y cera.
Una manera útil para reconocer cuadros de cría de Apis mellifera de los de Apis cerana, es esta última tiene opérculos con orificio central, a diferencia de los de Apis mellifera que son cerrados totalmente.
También en el dibujo del ala, podemos diferenciar por la venación ambas especies.

## Subespecies deApis cerana
Las subespecies conocidas hasta el momento son:
las primeras cuatro subespecies son reconocidas por Friedrich Ruttner
- Apis cerana cerana (Fabricius) (sinónimo de Apis cerana sinensis), se distribuye en Afganistán, Pakistán, norte de India, China y norte de Vietnam.
- Apis cerana sinensis. Muchos autores la consideran sinónima de Apis cerana cerana.
- Apis cerana indica (Fabricius), se distribuye por el sur de India, Sri Lanka, Bangladés, Burma, Malasia; Indonesia y Filipinas.
- Apis cerana himalaya se distribuye en el centro este de las montañas del Himalaya (Ruttner, 1987). Engel la considera como Apis cerana skorikovi.
- Apis cerana skorikovi (Engel) (sinónimo de Apis cerana himalaya), Centro y este de las montañas del Himalaya. (Ruttner, 1987).
- Apis cerana japonica (Fabricius), se distribuye en Japón.
- Apis cerana javana (Enderlein). Isla de Java.
- Apis cerana johni (Skorikov).
- Apis cerana ussuriensis. Ussuri (Río que separa Rusia de China), Dalekin.
- Apis cerana socialis. Indochina.

La distribución geográfica de los haplotipos del ADN mitocondrial está influenciada fuertemente por los cambios en nivel del mar durante las glaciaciones del Pleistoceno.
La población asiática recolonizó en el postglaciar del Pleistoceno la región insular de islas como Sumatra, Java, Bali, Borneo y otras pequeñas islas, debido a que en el Pleistoceno hubo una diferencia de casi 280 metros en el nivel del mar; 160 metros debajo del nivel actual hace 160.000 años y 120 metros arriba del nivel actual en el período tardío del Pleistoceno hace 16.000 a 18.000 años.
En su trabajo Biogeografía del Apis cerana Fabricius y de Apis nigrocincta Smith. Smith, Villafuerte, Otis y Palmer reconocen cinco haplotipos en el ADN mitocondríal de la especie:
- uno asiático continental
- un grupo de Sondalandia
- un grupo de Palawan
- un grupo de Luzón y Mindanao
- un haplotipo de Apis nigrocincta islas de Célebes y Sangihe

### Fotos de Apis cerana
- Estadios de Apis cerana
- Obreras de Apis cerana
- Larvas de Apis cerana
- Huevos de Apis cerana
- Opérculos de Apis cerana con orificio central

- Datos: Q306939
- Multimedia: Apis cerana / Q306939
- Especies: Apis cerana